# ادبیات عرفانی
ادبیات عرفانی قسمتی از ادبیات است که دارای موضوعات و مضامین عرفانی در قالب شعر یا نثر می‌باشد. بخش بزرگی از ادبیات فارسی به تصوف، عرفان و مبانی سیر و سلوک می‌پردازد. پیدایش و تکامل ادبیات عرفانی، هم‌زمان با دوره حاکمیت ترکان غزنوی، سلجوقی و مغول در ایران است.
سخنان منظوم منسوب به ابوسعید ابوالخیر که بیشتر رباعی است، اشعار خواجه عبدالله انصاری و دو بیتی‌های باباطاهر از اشعار صوفیانه و عرفانی قرن پنجم است که در حقیقت مقدمه اشعار عالی عرفانی سنایی غزنوی در قرن ششم و آثار بعد از آن است. در قرن ششم سنایی عرفان و تصوف را با شعر فارسی درآمیخت، تحولی بزرگ به وجود آورد و ادبیات منظوم عرفانی رسماً پایه‌گذاری شد. عطار عارف و شاعر نامدار آن را ادامه داد و در قرن هفتم ادبیات عرفانی در شعر مولانا و دیگر عارفان به کمال و شکوه خود رسید. در قرن هفتم بزرگ‌ترین تحولی که در تصوف و عرفان رخ داد، این بود که ابن عربی عرفان و حکمت اشراق را تلفیق کرد و به صورت علمی درآورد و به تصوف و عرفان جنبه و استدلالی داد. در قرن هشتم تصوف علمی مدون و مرتب، موردش آموزش قرار گرفت؛ تصوف و تشیع به یکدیگر نزدیک گشتند و عرفان ذوقی و شاعرانه با وجود حافظ شیرازی به حد کمال خود رسید. در قرن نهم به علت توجه تیموریان، تعداد صوفیان و فرقه‌های آنان بیشتر شد؛ اما از کیفیت و عمق و حقیقت جویی تصوف و عرفان کاسته شد.

## نثر عرفانی
نگاه صوفیه به شریعت، هستی انسان و سرانجام و مقصد او، و نیز طبیعت و خدا، نگاهی خلاف عادت و مبتنی بر ذوق و قلب و استنباطی نو از دین بوده‌است؛ از این رو حتی بسیاری از آثار منثور آنان نیز رنگ و بویی شاعرانه دارد و در قلمرو ادبیات به مفهوم خاص جای می‌گیرند که عنصر زیبایی، عاطفه، ابهام در بیان، و کیفیت طرح مضامین و اندیشه‌های بدیع و خلاف عادت در آنها تشخّص دارد.
متصوفه تقریباً از همان اوان پیدایش، به تصنیف و تألیف دست یازیده‌اند و کتابها و رساله‌های متعددی به زبان عربی از مشایخ صوفیه خواه از مکتب خراسان خواه از مکتب بغداد، به جای مانده‌است. از حارث محاسبی (متوفی ۲۴۳ق)، حکیم ترمذی (متوفی ۲۹۶ق)، جنید بغدادی (متوفی ۲۹۷ق)، حسین‌بن منصور حلاج (متوفی ۳۰۹ق) و دیگران کتابها و رسایلی در دست داریم و اینها غیر از گفتارهای بسیاری از آنان است که از طریق «حقائق‌التفسیر» و «طبقات‌الصوفیه» سُلَمی به دیگران رسیده و بعدها در کتابهای دیگر نقل و بسط یافته‌است.
یکی از پرکارترین و تأثیرگذارترین مؤلفان متصوفه قرن سوم‌ق بی‌گمان حکیم ترمذی است که آثار متنوع و متعدد او محل مراجعه بزرگانی چون غزالی (متوفی ۵۰۵ق) و ابن‌عربی (متوفی ۶۳۸ق) نیز بوده‌است. کتابهای او دربارهٔ ولایت و احوال و اطوار قلب، مانند «ختم‌الاولیا» و «بیان‌الفرق»، بعدها در آرای صوفیه بسیار تأثیر داشته‌است. از قرن چهارم‌ق به بعد است که مهمترین کتابهای صوفیه در بیان مبادی تصوف، همراه با نقل اقوال و احوال مشایخ و آداب و اخلاق آنان و دفاع از آرای صوفیه، پدید می‌آید. در میان کهن‌ترین آنها می‌توان از کتاب «اللمع فی التصوف» ابونصر سراج (متوفی. ۳۷۸ق) و «قوت‌القلوب» ابوطالب مکی (متوفی ۳۸۶ق) به عربی نام برد که در آنها، گذشته از بیان آرا و نظرگاه‌های صوفیه، سعی در اثبات سازگاری تصوف با سنت و شریعت شده‌است.
کتاب مهم دیگری که در همین دوره یعنی قرن چهارم‌ق تألیف شده‌است «کتاب التعرف لمَذهب اهل التصوف» از ابوبکر کلاباذی بخاری (متوفی ۳۹۵ق) است که، مثل دو کتاب قبلی، به زبان عربی است. این کتاب به اهتمام یکی از شاگردان و مریدان او به نام خواجه امام ابراهیم اسماعیل‌بن‌محمدبن عبدالله المستملی بخاری (متوفی ۳۸۰ق) به فارسی ترجمه و شرح شده‌است. در کتاب «شرح تعرّف» که از قدیم‌ترین کتابهای متصوفه به فارسی است، ضمن شرح مفصل اصطلاحات و بیان اقوال و آرای صوفیان و طرح عقاید اهل سنت، کوشش شده‌است تا موافقت کامل طریقت صوفیه با شریعت و سنت اثبات شود. این کتاب از مآخذ عمده کتابهای صوفیانه است.
از جمله معتبرترین کتاب‌های عرفانی «رساله قشیریه»، نوشته ابوالقاسم قشیری (متوفی ۴۶۵ق)، است. این کتاب یکی از منابع بنیادی مطالعه در عرفان و تصوف، و از زمان خود او مورد توجه رهروان حق و دیگر دوستداران این مکتب بوده‌است. رساله قشیریه نامه ای یا پیامی است که قشیری آن را به شهرهای بلاد مسلمان فرستاده و در مقدمه آن ظهور فساد در طریقت، انحراف صوفی نمایان از آداب و سنن مشایخ پیشین و ظهور مدعیان دور از حقیقت را دلیل ضرورت نوشتن کتابش ذکر کرده‌است. در این کتاب که ترجمه آن از امهات کتب صوفیه به زبان فارسی است، شرح حال مختصر و اقوال ۸۳ تن از مشایخ گذشته را از ابراهیم ادهم (متوفی ۱۶۲ق) تا ابوعبدالله احمدبن عطاء رودباری (متوفی ۳۶۹ق) نقل می‌کند و سپس در باب دیگر، به شرح مصطلحات و تعبیرات صوفیه می‌پردازد.

### کشف المحجوب
کتاب دیگری که می‌توان آن را در کنار ترجمه رساله قشیریه از مشهورترین و ارجمندترین کتابهای عرفانی به‌شمار آورد، «کشف‌المحجوب» تألیف ابوالحسن علی بن عثمان هجویری (متوفی حدود ۴۵۰ق) است. این کتاب که هجویری آن را در پاسخ پرسش‌های ابوسعید هجویری نگاشته‌است، شامل مطالب و اطلاعات بسیار باارزشی است که به اقتضای موضوع، گاه با دلایل و شواهد و استدلال‌های علمی و عرفانی و نقد و نظر همراه است.
هجویری در این کتاب اهم مسائل عرفانی را مانند علم، معرفت، فقر، تصوف، محبت، ملامت، شرح احوال و اقوال مشایخ و پیشوایان تصوف از صحابه و تابعین و اهل بیت، فرقه‌های تصوف و مذاهب و مقامات و حکایات و نیز اقوال و عقاید و نظریات آنان را به‌تفصیل بیان کرده‌است و دربارهٔ حقیقت نفس و معرفت آن و مقولات عرفانی و فلسفی سخن رانده‌است.
«کشف‌المحجوب» که بعدها از جمله مآخذ کتابهای معتبر دیگر صوفیه چون «تذکره‌الاولیا» ی عطار نیشابوری، «فصل‌الخطاب» خواجه محمد پارسا و «نفحات‌الانس» جامی شد، نثری استوار و مستدل دارد. در بعضی کتابهای دیگر مثل «احیاء علوم‌الدین» امام ابوحامد محمد غزالی که خود به تلخیص و ترجمه فارسی آن به نام «کیمیای سعادت» پرداخته‌است، دربارهٔ نظرگاه‌های مختلف متصوفه و اثبات توافق آن با شریعت کوشش شده‌است.
کتاب کیمیای سعادت یکی از آموزنده‌ترین کتابهای تعلیمی صوفیه است که در آن با نثر ساده، زیبا، روان و فصیح دشوارترین مباحث تصوف طرح و شرح و توضیح شده‌است. کتاب احیاء علوم الدین و کیمیای سعادت از جمله کتابهای مهم و نافذ در عالم اسلامی بوده‌است که در ایجاد سازش میان طریقت و شریعت و رفع اختلاف میان اهل نقل و اهل قلب تأثیر قطعی داشته‌است.
کار سترگ غزالی در توفیق میان شریعت و طریقت را بعدها شیخ شهاب‌الدین یحیی سهروردی، معروف به شیخ اشراق (متوفی ۵۸۷ق)، از طریق رساله‌ها و کتابهای فارسی و عربی خود، و در قرن هفتم‌ق، عزیزالدین نسفی با نثری بسیار روان و ساده و رسا به‌خصوص در مجموعه‌ای بزرگ از رساله‌های کوتاه خود تحت عنوان «الانسان‌الکامل» در سازش میان عقل و نقل و قلب دنبال کردند.
در شمار این گروه از کتابهای صوفیه، نمی‌توان از ذکر کتاب «التصفیه فی احوال المتصوفه» یا «صوفی‌نامه» تألیف قطب‌الدین ابوالمظفر منصور بن اردشیر العبادی (متوفی ۵۴۷ق) و آثار نجم‌الدین کبری (متوفی ۶۱۸ق) چشم پوشید. کتاب التصفیه دربارهٔ اهل تصوف و رفتار و کردار و مصطلحات آنان است که با زبانی ساده و به منظور فهم همگان نوشته شده‌است و با تمثیل و آیات و احادیث فراوان همراه است.
از میان رساله‌های متعددی که به نجم‌الدین کبری منسوب است، رساله «الخائف الهائم من‌لومه اللائم» و نیز «فوائح‌الجمال و فواتح‌الجلال» مشهور است. این رساله دوم که حاوی وقایع و مکاشفات شخصی نجم‌الدین‌کبری در خلوت است، و به‌خصوص بیان نمادین رنگ در مکاشفات صوفی و ارتباط آن با پیشرفت روحی طی مقامات است، ارزش خاص دارد.
این رساله که هانری کربن به تحلیل بخشی از آن در مقایسه با موضوع «انسان نورانی» و منِ ملکوتی انسان در مقایسه با آثار دیگر دربارهٔ همین موضوع پرداخته‌است، از جمله آثار بسیار عمیق در قلمرو تجربه‌های روحی سالکان طریق به زبان عربی است. تجربه رنگ را بعدها به صورتی دیگر در کتاب «مرصادالعباد» نجم‌الدین رازی (متوفی ۶۵۴ق) که از مریدان مجدالدین بغدادی از شاگردان نجم‌الدین کبری است، نیز می‌بینیم.
«مرصادالعباد» از جمله آثار مهم صوفیانه است که در آن اصول و عقاید صوفیه با نثری استوار و نسبتاً روشن و با نظم و طرحی سنجیده بیان شده‌است. تأثیر دلبستگی و ایمان نجم رازی به طریقت و اعتمادش به صحت سخنان خویش و استنباط‌های خاص او از شریعت در جهت شرح و توضیح نظرگاه‌هایش دربارة طریقت سبب شده‌است که روح شاعرانه‌ای در مرصادالعباد دمیده شود. در بعضی از بابها و فصلهای کتاب، از جمله فصلهای سوم و چهارم و پنجم دربارة کیفیت آفرینش آدم، سرشت معنی و آرایش‌های زبانی، نثر را به شعر نزدیک می‌کند.

### شیخ اکبر: ابن عربی
شاید بتوان نقطه اوج آثار منثور عرفانی را همراه با بیان و توضیح و شرح معنی در آثار ابن‌عربی عارف اندلسی، به خصوص در کتاب عظیم او «فتوحات مکیه» یافت. در این کتاب که اندیشه‌های عرفانی با استدلال‌های عقلانی و مکاشفات و واقعه‌های عارفانه و شعر و تأویل و تفسیر درآمیخته است، می‌توان به منبع عظیمی از معارف گوناگون عرفانی دست یافت. کتاب فتوحات مکیه و «فصوص‌الحکم‌» و سایر آثار ابن‌عربی، اگرچه در خارج از قلمرو ایران و به زبان عربی پدید آمد، اما تأثیر بسیار چشمگیری در تصوف ایرانی به جا گذاشت. آرا و اندیشه‌های ابن‌عربی به‌خصوص به وسیلة صدرالدین قونیوی، معاصر مولانا جلال‌الدین بلخی در شرق عالم اسلام انتشار یافت. آثار صدرالدین که در واقع تقریر و تهذیب و تنقیح اقوال ابن‌عربی است، میان تعالیم مکتب ابن‌عربی و تصوف ایران ارتباط و اتصال واقعی برقرار کرد
مکتب ابن‌عربی از راه همین شرح و تفسیرها و نیز خمریّه و «قصیده تائیه» ابن‌فارض (متوفی ۶۳۲ق)، که صبغه مکتب ابن‌عربی در آن گهگاه جلوه‌ای داشت، به شعر و ادب فارسی نیز راه یافت و در آثار منظوم و منثور کسانی مانند فخرالدین عراقی (م۶۸۸ق)، محمدشیرین مغربی (م۸۰۹ق) شاه نعمت‌الله ولی (م۸۳۴ق) و نورالدین عبدالرحمان جامی (م۸۹۸ق) نفوذ کرد.

### شرح احوال صوفیه
گرچه در کتابهایی که موضوع اصلی آنها شرح و بیان اصول و عقاید عرفانی است کم‌وبیش بخشهایی هم به شرح اقوال و احوال متصوفه اختصاص دارد، اما کتابهایی مستقل نیز در شرح احوال صوفیه و پاره‌ای از سخنان آنان نوشته شده‌است. از آن جمله کتاب بزرگ «حلیه‌الاولیاء» تألیف حافظ ابونُعیم اصفهانی (م۴۳۰ق) است که در ده مجلد به چاپ رسیده‌است. پیش از آن ابوعبدالرحمان سُلَمی (م۴۱۲ق) در همین زمینه کتاب مختصری به نام «طبقات الصوفیه» تألیف کرده بود؛ این کتاب را بعدها خواجه عبدالله انصاری (م۴۸۱ق) در مجالس ذکر و تدریس خود به زبان هروی با افزایش مطالبی املا کرد. «نفحات‌الانس» جامی شاعر قرن نهم‌ق نیز بر اساس آن تألیف شده‌است.
از جمله کتابهایی از این دست، می‌توان ازکتاب مشهور «تذکرة الاولیا» ی عطار در قرن ششم‌ق نام بردکه از زیباترین نمونه‌های نثر فارسی و مشتمل است بر اقوال و حکایات مشایخ. شیوة بیان مطالب در این کتاب که از روی کمال اعتقاد نوشته شده‌است، بر جنبه ادبی اثر به معنای خاص نیز بسیار افزوده‌است. سایه ذوق شاعرانه عطار را بر این کتاب منثور به‌روشنی می‌توان دید.
کتاب تمهیدات یکی از گنجینه‌های ادب فارسی در زمینه عرفان اسلامی است که علاوه بر مباحث عمیق عرفانی اطلاعات مفیدی دربارهٔ بسیاری از صوفیان در اختیار ما قرار می‌دهد که اگر این کتاب نبود نام و اقوال آنان ناشناخته می‌ماند. از این حیث یکی از آثار مهم عرفان اسلامی و ایرانی به‌شمار می‌رود که بیش از هشتصد سال مورد مطالعه اهل تصوف در ایران، هند و دیگر نواحی جنوب آسیا قرار گرفته‌است. عین القضات در این اثر مطالب پیچیده و مشکل عرفانی را مطرح نموده و از آیات، احادیث، اشعار فارسی و عربی و تشبیهات و تمثیلات بسیاری استفاده کرده‌است. از مضامین اصلی و مهم تمهیدات، عشق است. مؤلف با جسارت و خلاقیت این مضمون را با قرآن و حدیث و نوشته‌های صوفیان متقدم خاصه احمد غزالی در سوانح العشاق آمیخته‌است. کتاب انشایی مقرون به غلبهٔ شوق دارد و از این روی بسیار گیرا و دلپذیر است.
کتاب «طرائق‌الحقائق» حاج نایب‌الصدر، از جملة آخرین آثار در شرح احوال صوفیه است که نویسنده سعی کرده‌است، گذشته از شرح حال تفصیلی مشایخ، مطالب قابل توجهی نیز دربارة سلسله‌های صوفیه و تعالیم آنان به‌دست دهد.
در کنار این تذکره‌های احوال صوفیان، کتابهای متعددی نیز دربارهٔ بعضی از مشایخ به قلم مریدان آنها نوشته شده‌است که معمولاً درآمیخته با افسانه‌ها و کرامات و خوارق عادات مبالغه‌آمیز است. از جملة قدیم‌ترین این کتابها، «اخبار حلاج» است و کتاب «سیرة ابن‌خفیف»، تألیف ابوالحسن دیلمی (م۳۹۱ق)، که کتاب دیگر او به نام «عطف الالف‌المألوف علی اللام المعطوف» نیز در شمار نخستین کتابها دربارة عشق عرفانی به زبان عربی است. «حالات و سخنان ابوسعید»، «اسرارالتوحید»، «مقامات ژنده‌پیل» دربارة احوال و اقوال شیخ احمد جام، «فردوس المرشدیه فی اسرار الصمدیه» در شرح احوال شیخ ابواسحاق کازرونی و «مناقب‌العارفین» شمس‌الدین احمد افلاکی دربارة احوال مولوی و اخلاف و اسلاف او، «مقامات خواجه محمد پارسا»، «مقامات خواجه یوسف همدانی» و نیز کتاب «صفوه‌الصفا» تألیف ابن‌بزاز در شرح حال اجداد صفویان و به‌خصوص احوال و کرامات شیخ صفی‌الدین اردبیلی نیز از جملة این آثار است.
از دیگر آثار می‌توان به کتابهایی اشاره کرد که حاوی اقوال و مقالات مشایخ صوفیه است و به فهم تصوف و عرفان کمک می‌کند. کتابهایی مثل «النور من کلمات ابی طیفور» به عربی و «منتخب نورالعلوم» حاوی سخنان ابوالحسن خرقانی، «مقالات» شمس تبریزی، «فیه مافیه‌» مولوی از این نوع است.

### اخلاق و آداب
آثار دیگر از این نوع کتابهایی است که در آنها بیشتر به اخلاق و آداب و رسوم متصوفه توجه شده‌است. از این قبیل است: «عوارف المعارف» شیخ شهاب‌الدین سهروردی (م۶۲۳ق) که ترجمه و طرح و پرداخت دیگری از آن به قلم شیخ عزالدین محمود بن علی کاشانی (م۷۳۵ق) به نام «مصباح الهدایه» صورت گرفت. ترجمة فارسی دیگری از این کتاب در سال ۶۶۵ق به قلم ابومنصور عبدالمؤمن اصفهانی به دست داده شده‌است؛ این هر دو ترجمه به طبع رسیده‌است. کتاب «اورادالاحباب» باخرزی (م۶۲۹ق) نیز، از جهت اشتمال بر آداب و رسوم و اخلاق صوفیه، در ردیف عوارف المعارف سهروردی است.

## شعر عرفانی
عرفان به‌سبب سرشت جهان‌بینی و استنباط خاص خود از شریعت و گرایش به حال، از همان آغاز با شعر آمیخته بود. در زبان فارسی با پیدایی و گسترش عرفان، شعر عرفانی پدید آمد و سبب تحولی برجسته در صورت و معنی شعر فارسی شد. عرفان به‌سبب موضوع و اوضاع تاریخی و سیاسی و اجتماعی و فرهنگی، جاذبه‌ای داشت که تنها در میان اهل خانقاه نماند و بسیاری از مردم عادی را نیز به خود جذب کرد. تغییر مخاطبان شعر عرفانی را به شعری مردمی بدل کرد و این نوع شعر وسیله‌ای مؤثر، هم برای تبلیغ و تعلیم جهان‌بینی عرفانی و هم برای حفظ بخش عظیمی از فرهنگ مردمی گردید؛ امری که شعر درباری که مخاطبان اصلی‌اش درباریان کم و بیش اهل فضل بودند، حضور آن را در قلمرو خود برنمی‌تافت. تجربه‌های روحی و عاطفی عرفانی از یک سو و وظیفه تعلیم مریدان و مردمی که جذب تعالیم متصوفه می‌شدند از سوی دیگر، شعر عرفانی را در دو حوزة «شعر تعلیمی» و «شعر غنایی»، به‌خصوص قالب غزل، گسترشی بسیار بخشید. علاوه بر دو قالب مثنوی و غزل که شاعران عارف برای بیان احوال و معارف خود به شعر، به اقتضای سنت آنها را پذیرفتند، قالب رباعی نیز به خدمت بیان موجز اندیشه‌های عرفانی درآمد.
گاهی نیز قالب قصیده را به جای مدح شاهان و بزرگان دربار، برای بیان زهد و پارسایی و تعلیم تصوف و عرفان به خواص، به کارگرفتند. اگرچه در دوبیتی‌های باباطاهر، به فرض آنکه از آن او باشد، و ابیاتی که بر زبان ابوسعید ابوالخیر جاری شده‌است، نشانه‌هایی از شعر عرفانی را می‌توان یافت و نمونه‌های بارزتر شعر عرفانی را قبل از آن دو از ابوذر بوزجانی (متوفی اواخر قرن چهارم‌ق)، از شاعران وابسته به مذهب محمدبن کرام (م۲۵۵ق)، در دست داریم و نیز از شاعران بعد از نسل او که شعرهایی از آنان در کتاب «الستین الجامع» از آثار نیمة دوم قرن پنجم‌ق آمده‌است، اما کسی که در پرتو طبع لطیف و فکر بلند و استعداد شگفت‌انگیز خود، هم نوع تعلیمی و هم نوع غنایی شعر عرفانی را به اوج شکوفایی رساند، سنایی غزنوی (م۵۲۹ ق) بود. قدر و اعتبار سنایی هنگامی بیشتر آشکار می‌شود که بدانیم او راه را برای پدیدآمدن دو شاعر بزرگ عارف دیگر، یعنی عطار و مولوی، هموار کرد.

### حکیم سنایی غزنوی
کتاب حدیقةالحقیقه و شریعه الطریقة سنایی در قالب مثنوی است و در چاپ مدرس رضوی، ۱۱۵۰۰ بیت دارد. این کتاب مشتمل بر ده باب است. سه باب اول آن در توحید و ذکر کلام باری تعالی و نعت پیامبر اکرم (ص) و فضایل و صفات اصحاب اوست. باب هشتم آن، بنا بر ملاحظات و سنت عصر، در مدح بهرام‌شاه و ارکان و امرای دولت اوست و نصیحت به دادگستری و رعیت‌پروری، و بابهای دیگر به مسائل و اندیشه‌های عرفانی اختصاص دارد. این کتاب را می‌توان دایرةالمعارف منظومی از میراث علمی و فرهنگی تا عصر شاعر دانست.
عامل تغییر مخاطب در شعر عرفانی، و عامل تغییر جهان‌بینی که سبب حضور فردیت شاعر و جدایی شعر از دربار شد، بسیاری از جلوه‌های فرهنگ مردمی را در شعر رخصت حضور داد و زبان فخیم و اشرافی شعر درباری را به سمت سادگی و روشنی سوق داد. کار سترگی که با سنایی آغاز شد، بعدها با عطار و مولوی به اوج کمال رسید. سنایی در نامة منظومی که همراه با نسخه‌ای از حدیقه برای امام اجل برهان‌الدین ابی‌الحسن‌علی‌بن ناصر الغزنوی (معروف به بریان‌گر) به بغداد می‌فرستد، این اثر را چون «رُخ حور دلبر و دلبند» وصف می‌کند و می‌گوید آنچه از انواع علوم می‌دانسته‌است، در آن خلق را معلوم کرده‌است و آنچه نص و اخبار و آثار است، در آن گرد آورده‌است. ملکوتیان اگر آن را بخوانند، حرز و تعویذ خویش می‌گردانند. عاقلان را غذای جان است و عارفان را بهتر از روان. یک سخن از حدیقه برابر عالمی دانش است و می‌توان آن را قرآن پارسی خواند.
سنایی غیر از حدیقه، مثنوی‌های دیگری نیز دارد که تعداد ابیات هیچ‌یک از آنها به هزار بیت نمی‌رسد. از همه مشهورتر مثنوی «سیرالعباد الی المعاد» است که بر وزن حدیقه است و ۷۷۰ بیت دارد. این مثنوی بیانی رمزی دارد و سفر روح را از عالم ناسوت و مراحل آن تا صعود به عالم افلاک و وصول به نفس عاقله شرح می‌دهد. مشابهت موضوع این کتاب با موضوع «کمدی الهی» دانته که در حدود یک قرن و نیم پس از آن پدید آمده‌است، سبب شهرت بیشتر سنایی در غرب شده‌است و بعضی از محققان اروپایی آن را جالب توجه‌ترین اثر سنایی شمرده‌اند.

### عطار عاشقان
اگر از منظومه عرفانی و رمزی شمس‌الدین محمدبن طغان کرمانی به نام «مصباح الارواح» که مهمترین منظومه عرفانی بعد از حدیقه‌الحقیقه سنایی است، بگذریم، عطار مشهورترین شاعر عارفی است که در تکامل شعرعرفانی نقشی بسیار برجسته دارد. شیخ فریدالدین محمد عطار نیشابوری بعد از سنایی، شعر تعلیمی عرفانی را ادامه داد. به عطار که وفات او را گروهی از محققان ۶۱۸ق و بعضی ۶۲۷ق دانسته‌اند، آثار متعددی نسبت داده‌اند که امروزه جعلی‌بودن آنها ثابت شده‌است و آنچه مسلماً از آن عطار است، دیوان قصاید و غزلیات، چهار مثنوی تعلیمی «اسرارنامه»، «الهی‌نامه»، «منطق‌الطیر»، مصیبت‌نامه و مجموعه رباعیات او به نام «مختارنامه» و نیز «تذکره‌الاولیا» ست.
فخامت و دشواری زبان سنایی و آشفتگی طرح و تدوین مطالب و پیچیدگی‌های ناشی از اشارات و تلمیحات گوناگون در حدیقه‌الحقیقه، در مثنوی‌های عطار به سادگی و نظم و روشنی گرایید. غیر از مثنوی اسرارنامه که در آن مطالب مختلف همراه با حکایات و تمثیلات کوتاه و بلند آمده‌است و با حدیقه‌الحقیقه مشابهت دارد، سه مثنوی دیگر او هر یک شامل داستانی جامع است که حکایات و تمثیلات کوتاه و بلند بسیار در درون آنها جای داده شده‌است.
انبوه حکایات مثنوی‌های عطار، که شخصیت‌های آنها از اصناف مختلف مردم است، به مثابه آیینه‌ای است که جلوه‌های گوناگون زندگی مردم عصر او و رفتار و اخلاق و اعتقادات آنان را می‌توان در آن مشاهده کرد. در میان این حکایت‌ها حکایات دیوانگان و گستاخی شوریده‌وار آنان در اعتراض به شاهان و بزرگان عصر و خرده‌گیری‌های تأمل‌انگیزشان در کار خالق جایگاهی برجسته دارد.
موضوع فنای از ماسوی‌الله و از خویش که باید به سقوط کامل اوصاف بشریت بینجامد تا وصال الهی تحقق یابد و در بقای بعد از فنا ارادة عارف در ارادة حق به‌کلی مستهلک شود، به شوریده‌حالی دیوانگان از نظر عطار رنگی از تقدس می‌بخشد که گویی خود در حسرت وصول به آن است. به این مقام از طریق درد، درد عشق، می‌توان رسید که به عاشق توانایی ترک همه چیز در راه وصول به معشوق را ارزانی می‌دارد. دوستی و دلبستگی عطار نسبت به متصوفه، که از کودکی در دل او جای گرفته بود، سبب شده‌است که عطار از روی کمال اعتقاد حتی خارق‌العاده‌ترین رفتارها و کرامت‌ها و ریاضت‌ها را در حق پیران صوفیه بپذیرد و با شور و شوق آنها را نقل کند. به‌ندرت نکته‌ای در عالم تصوف و عرفان می‌توان یافت که در آثار عطار، به تفصیل یا به اجمال، مطرح نشده باشد.
مسئلة مرگ و بی‌اعتباری محنت‌سرای دنیا، که از بُن‌مایه‌های جهان‌بینی عرفانی است، در اسرارنامة او برجستگی چشمگیری دارد. او مثل خیام همشهری دانشمند و تلخ‌اندیش خویش به عبرت در کار جهان می‌نگرد و صحرای عالم را پر از تن سیمین و زلف سیاه و قد سرو می‌بیند که در زیرخاک خفته‌اند و از هر برگ گیاهی که می‌روید آهی برون می‌آید؛ اما برخلاف خیام از این واقعیت پردرد و دریغ، اغتنام فرصت و لذت‌جویی از زندگی را نتیجه نمی‌گیرد، بلکه به ترک شادی و غرور و خودداری از برکشیدن باغ و منظر و انفاق مال سفارش می‌کند. کسی که به دنیادوستی مشغول شود، عمر به رایگان می‌دهد و با مردن از محنت سرای جهان نمی‌رهد، بلکه محنت و بلای او آغاز می‌شود.
در دو کتاب «اسرارنامه» و «الهی‌نامه» که توجه به زهد و شریعت، بیشتر است، شریعت گهگاه از دریچه طریقت و طریقت غالباً از دریچه شریعت نگریسته می‌شود و عطار خواننده را به راه امن و سلامت شریعت و پیروی از عقل و ایمان و پرهیز و عبادت دعوت می‌کند. ولی از «منطق‌الطیر» است که دعوت به راه پرخطر عشق و بدنامی طریقت آغاز می‌شود؛ راهی که باید سرانجام سالک را به دیدار معشوق و فنای از خویش برساند.
عطار این تجربه دشوار و بیان گریز فنا را با استفاده از تشابه لفظی و تفاوت معنایی دو کلمه سی مرغ و سیمرغ، و در طی داستانی رمزی، که سیر تکاملی روحی سالکان طریقت را به سوی معشوق حقیقی بازمی‌نماید، به زیباترین و رساترین صورت بیان می‌کند. از صدهاهزار مرغ که به سوی سیمرغ پرواز می‌کنند، سرانجام پس از طی هفت وادی، سی‌مرغ به درگاه سیمرغ می‌رسند و در درگاه آیینه‌وار سیمرغ درمی‌یابند که سی‌مرغ همان سیمرغ و سیمرغ همان سی‌مرغ است. کشف هم‌هویتی انسان و خدا، که در طی تجربه‌ای عرفانی و وصول به خداگونگی در مقام فنا برای مرغان سالک حاصل می‌شود، آنان را به مقام فراانسانی بقای بعد از فنا ارتقا می‌دهد.
قهرمان کتاب «مصیبت‌نامه» که سالک فکرت است، فکرتی که قلبی است و نه عقلی، انسانی است که به این مقام خداگونگی بقای بعد از فنا رسیده‌است. گفتگوی این سالک فکرت با جبرئیل و عرش و کرسی و آسمان و زمین و پیامبران حاکی از جریان وقوع این داستان در فضایی ورای تجربه‌های عادی و طبیعی است. این کتاب نه صورت واقعی‌نمای الهی‌نامه را دارد و نه صورت رمزی و تمثیلی منطق‌الطیر را؛ به همین سبب است که عطار خود اشاره می‌کند که این داستان در زبان قال، کذب است و در زبان حال، صدق!

### خاموش گویا: مولانا جلال الدین بلخی
ابهامی که در غزل عارفانه به سبب تغییر شخصیت معشوق و تجربه‌های روحی فردی عارف و ناسازگاری معانی حاصل از نظام نخستین نشانه‌شناسی زبان با شخصیت و جهان‌بینی شاعر عارف در غزل عرفانی عمومیت دارد، در غزلهای مولوی با ابهام‌های دیگری که خاص غزل مولوی است، می‌آمیزد و جلوه‌ای خاص به آنها می‌بخشد. این ابهامهای دیگر ناشی از تجربة خاص مولوی است که حضور حق و معشوق آسمانی را در وجود شمس تبریزی و حسام‌الدین چلبی می‌یابد و خود را همچون واسطه‌ای احساس می‌کند که الهامات آنان را، که الهامات حق است، بازگو می‌کند.
این حال سبب می‌شود که آن «من»، که در غزلهای مولوی به‌ظاهر شعر می‌گوید، «منِ» تجربی مولوی نباشد و در نتیجه در حق خود سخنانی ادا کند، که حتی در قیاس با غزلهای عارفانه خلاف عادت باشد و خواننده را مدام با شگفتی و حیرتی مواجه کند که در نتیجة عدم تشخیص هویت «من» گویندة شعر حاصل می‌شود. مولوی بارها در این شعرها خود را مستقیم و غیرمستقیم «خاموش گویا» یا «گویای خاموش» می‌خواند که بیان این معناست که او به ظاهر گویاست، ولی در حقیقت خاموش است و گویندة شعر دیگری است. خود را به‌منزلة نی یا سُرنایی می‌داند که در نالیدن از خود اختیاری ندارد و دیگری آن را در او می‌دمد. خود را ترجمان حق می‌شمارد و این مقام را مستلزم وصول به فنای مطلق می‌شمارد. در این فنای مطلق او چون پیامبر واسطه میان حق و خلق است و سخن او مثل قرآن وحی الهی است. به سبب همین موقعیت هم هست که ساختار زبانی غزلهای او مشابهت‌هایی با ساختار زبانی قرآن پیدا می‌کند.
مولوی همچنان که شعر تعلیمی عرفانی را با مثنوی معنوی به کمال رساند، غزل عرفانی را نیز به چنان حدی از کمال ارتقا داد که غزلهای عرفانی سعدی، اگرچه در غزل عاشقانه، استاد بی‌بدیل ادب فارسی است و غزلهای شورانگیز عراقی، در جنب آن، چندان درخششی ندارند. چنان‌که غزلهای عرفانی شیرین مغربی و شاه نعمت‌الله ولی و حتی خاتم شاعران کهن، نورالدین عبدالرحمن جامی نیز در قیاس با غزلهای مولوی وزن چندانی ندارند. گرایش سعدی به عرفان که بخشی از غزلهای او را در کنار غزلهای عاشقانه‌اش رنگی از عرفان معتدل و مبتنی بر شریعت و زهد بخشیده‌است، راه را برای حافظ شیرازی در قرن هشتم‌ق هموار کرد، تا بتواند از تلفیق غزل عاشقانه و غزل عارفانه، که اولی به همت سعدی و دومی با مولوی در قرن هفتم‌ق به کمال رسیده بود، راه سومی در غزل فارسی پدیدآورد که به مدد استعداد و نبوغ خارق‌العاده‌اش با خود وی به کمال رسید، تا آنجا که از شاعران بسیاری که راه او را ادامه دادند، هیچ‌یک نتوانستند در عمق معنی و ظرافت و زیبایی صورت، به کمالی که او بدان دست یافته بود نزدیک شوند.
نمونه ای از غزل عرفانی مولانا:
| چه دانستم که این سودا مرا زین سان کند مجنون |  | دلم را دوزخی سازد دو چشمم را کند جیحون        |
| چه دانستم که سیلابی مرا ناگاه برباید        |  | چو کشتی ام دراندازد میان قلزم پرخون           |
| زند موجی بر آن کشتی که تخته تخته بشکافد     |  | که هر تخته فروریزد ز گردش‌های گوناگون          |
| نهنگی هم برآرد سر خورد آن آب دریا را        |  | چنان دریای بی‌پایان شود بی‌آب چون هامون         |
| شکافد نیز آن هامون نهنگ بحرفرسا را          |  | کشد در قعر ناگاهان به دست قهر چون قارون       |
| چو این تبدیل‌ها آمد نه هامون ماند و نه دریا  |  | چه دانم من دگر چون شد که چون غرق است در بی‌چون |
| چه دانم‌های بسیار است لیکن من نمی‌دانم        |  | که خوردم از دهان بندی در آن دریا کفی افیون    |

### گلشن راز
اثر مشهور دیگری که دردوره سلطان ولد، پسر مولوی، در زمینه مثنوی تعلیمی عرفانی پدید آمد، منظومه کوچک «گلشن‌راز» شیخ محمود شبستری است که با دقت و ایجاز، مسائل مختلف عرفانی را دربارهٔ نفس، معرفت، کثرت عوالم، انسان و خدا، قدیم و محدث، کثرت و وحدت و بعضی اصطلاحات رمزی در شعر صوفیانه را بیان می‌دارد. این منظومه در عالم تصوف و عرفان شهرتی بسزا یافت و شروح متعددی بر آن نوشته شد که مشهورترین آنها «مفاتیح‌الاعجاز فی شرح گلشن راز»، اثر شمس‌الدین محمد لاهیجی است. شیخ محمود شبستری، علاوه بر گلشن‌راز، مثنوی دیگری به نام «سعادت‌نامه» دارد که در شناخت محیط و احوال شاعر بسیار مفید است.
در میان شاعران مشهوری که بعد از جامی در قرن نهم‌ق ظهور کردند، نام‌آورترین آنها صائب تبریزی (متوفی ۱۰۸۱ق) است که از او با عنوان شاه شاعر سبک هندی یاد می‌شود. او که یکی از پرشعرترین شاعران فارسی‌زبان است، از جمله کسانی است که غزلهایش تحت تأثیر حافظ با عرفان و حکمت درآمیخته است، بی‌آنکه با غزلهای حافظ از نظر استواری زبان، غنای موسیقایی و عمق اندیشه قابل قیاس باشد.